# Leonard Zelig
Leonard Zelig (nacido como Leonardo Rafael Gutierrez Leal, el 26 de noviembre de 1973 en Caracas, Venezuela) es un cineasta y director de teatro residenciado en la Ciudad de Nueva York desde el verano del 2002. Es reconocido por utilizar la improvisación como herramienta de creación. Su más reciente producción "Translúcido" actualmente se está exhibiendo en festivales del cine.

## Reseña biográfica
Leonard ingresa a la Universidad Católica Andrés Bello en 1991 a estudiar Educación Integral, al año siguiente se cambia a Sociología y pasa a formar parte del grupo de Teatro UCAB donde comienza su formación como actor y productor. En 1995 co-dirige junto a su mentora Virginia Aponte la obra "Ayer sin ir más lejos" de Alfonso Vallejo para el grupo teatral de egresados de la UCAB, Ago Teatro  y es invitado a unirse al equipo de producción del cortometraje "Ciudadano Común". Ese año comienza clases en paralelo en la Escuela de Cine y TV y al año siguiente en 1996, tras abandonar la carrera de sociología descubre su propósito: contar historias. 
Otros trabajos ajenos a la labor principal deben estar descrito en la sección "Vida personal".

## Distinciones
- Mejor Actor Universitario (Premio Municipal de Caracas por "El Proceso a Jesus", 1995)
- Mejor Director (Premios HOLA por "Una Caja de Zapatos Vacía", 2006)
- Mejor Productor Invitado (Premios ACE por "Feliz Con Mi Barranco", 2007)
- Mejor Película: Premio del Público (Festival Latinoamericano La Casa Cinefest por "Translúcido", 2017)
- Mejor Película: Premio del Público (Ecuadorian Film Festival in NYC por Translúcido", 2017)